# Patrice Serres
Patrice Serres (* 13. Oktober 1946 in Paris; † 10. Mai 2023 in Courbevoie) war ein französischer Comiczeichner.

## Werdegang
Nach ersten Arbeiten ging Patrice Serres nach Amerika, wo er Frank Robbins in Johnny Hazard assistierte. Nach seiner Rückkehr arbeitete er für Pilote, veröffentlichte eigene Fliegercomics und wurde stellvertretender Chefredakteur von Tintin. Für Jijé konnte er die Tuschzeichnungen für eine Geschichte von Tanguy und Laverdure ausführen und erhielt nach dessen Tod von Jean-Michel Charlier die Möglichkeit, ein noch nicht fertiggestelltes Album zu beenden und mit der Serie fortzufahren. Anfänglich übernahm er die Darstellungsweise von Jijé und wechselte in seiner letzten Episode zu einem eigenen Stil über. Neben seiner Arbeit als Comiczeichner war er auch als Produzent fürs Radio und Fernsehen tätig.
Er starb im Alter von 76 Jahren.

## Werke
- 1974: Yves Sainclair
- 1978: Secourir
- 1981: Tanguy und Laverdure
- 1991: Kim Wolf
- 1994: Ameisen[6]
- 2001: Der Tanz der Bienen[7]
- 2006: Qin
- 2007: Les forçats de la route